# L.R. Vicenza Virtus 2019-2020
Questa voce raccoglie le informazioni riguardanti il L.R. Vicenza Virtus nelle competizioni ufficiali della stagione 2019-2020.

## Stagione
La nuova stagione si apre con l'arrivo in panchina di Domenico Di Carlo, reduce dal campionato in serie A con il Chievo. Di Carlo (che ha militato nei biancorossi per 9 stagioni consecutive, collezionando 269 presenze) viene scelto dopo la nomina del nuovo Direttore Sportivo (Giuseppe Magalini) con l'obiettivo da parte della società di fare un campionato di vertice. L'arrivo di Di Carlo viene accolto con molto entusiasmo dalla tifoseria tanto che la società decide di organizzare una festa per il Bentornato Mimmo nella quale vengono presentate anche le nuove divise della squadra disegnate dallo staff Diesel e realizzate da Lotto. Il 14 luglio la squadra parte per il ritiro stagionale di Asiago con una rosa già quasi completa. Il giorno successivo si svolge la prima amichevole contro il 7 Comuni, squadra che milita nella Seconda Categoria Veneto vinta 11 a 0.
Il girone di andata si chiude con il L.R. Vicenza campione d'inverno con una giornata d'anticipo e con 4 punti di vantaggio sul Carpi. Poco dopo la stagione si interrompe in anticipo dopo aver disputato la 27ª giornata a metà febbraio, a causa della sospensione del campionato dovuta alla pandemia di COVID-19, ma, trovandosi al primo posto in classifica al momento dell'interruzione del torneo, l'8 giugno 2020 il Consiglio federale della FIGC ufficializza la promozione del Vicenza in Serie B, insieme a quelle di Monza e Reggina, capoliste rispettivamente del girone A e girone C, seguite dalla Reggiana che in agosto vince i Play-off. Nella Coppa Italia nazionale biancorossi subito fuori nel primo turno, sconfitti (3-2) a Reggio Calabria. Nella Coppa Italia di Serie C il L.R. Vicenza nei sedicesimi ha superato (1-4) il Padova, negli ottavi ha superato (3-1) la Triestina, mentre nei quarti è uscito dal torneo superato (0-1) dalla Feralpisalò.

## Maglie e main sponsor
Anche per la stagione 2019-2020 lo sponsor tecnico è Lotto e lo sponsor ufficiale è Diesel.
Gli sponsor maglia sono i seguenti:
- Aon e Protek sono sponsor del retro maglia per le partite in casa.
- Famila è lo sponsor per il retro maglia per le partite in trasferta.
- Legor è lo sponsor manica per le partite in casa.
- Pac lo sponsor manica per le partite in trasferta.

Staff international è il top sponsor e TicketOne è lo sponsor istituzionale.
| Casa | Trasferta |

## Organigramma societario
Area direttiva
- Presidente: Stefano Rosso
- Direttore Generale: Paolo Bedin
- Segretario Generale: Renato Schena
- Finance Manager: Elisabetta Alzeni
- Amministrazione: Federico Marchesini

Area comunicazione e marketing
- Marketing e Comunicazione: Sara Vivian
- Commerciale: Nicola Rossi
- Segreteria Marketing e Commerciale: Valeria Visentin
- SLO: Michele Zanotto

Area sportiva
- Direttore Sportivo: Giuseppe Magalini
- Team manager: Renato Schena

Area tecnica
- Allenatore: Domenico Di Carlo
- Allenatore in 2ª: Claudio Valigi
- Preparatore atletico: Alessandro Dal Monte
- Allenatore dei portieri: Marco Zuccher
- Allenatore Berretti: Guido Belardinelli

Area sanitaria
- Responsabile medico: Dr. Mario Cionfoli
- Medico sociale: Dr. Diego Ave
- Infermiere professionale: Massimo Toniolo
- Fisioterapisti: Felice Zuin e Giacomo Toniolo

## Rosa
Rosa aggiornata al 2 settembre 2019.
| N. |                      | Ruolo | Calciatore                 |
| -- | -------------------- | ----- | -------------------------- |
| 1  | Italia (bandiera)    | P     | Mirko Albertazzi           |
| 2  | Italia (bandiera)    | D     | Davide Bianchi             |
| 4  | Argentina (bandiera) | C     | Federico Scoppa            |
| 5  | Italia (bandiera)    | D     | Nicola Bizzotto (capitano) |
| 6  | Italia (bandiera)    | C     | Loris Zonta                |
| 7  | Italia (bandiera)    | A     | Alessio Curcio             |
| 7  | Italia (bandiera)    | A     | Andrea Nalini              |
| 8  | Italia (bandiera)    | C     | Antonio Cinelli            |
| 9  | Marocco (bandiera)   | A     | Rachid Arma                |
| 10 | Italia (bandiera)    | A     | Stefano Giacomelli         |
| 11 | Italia (bandiera)    | D     | Matteo Liviero             |
| 12 | Italia (bandiera)    | P     | Semuel Pizzignacco         |
| 13 | Italia (bandiera)    | D     | Nicola Pasini              |
| 14 | Italia (bandiera)    | C     | Leonardo Zarpellon         |
| 15 | Italia (bandiera)    | D     | Matteo Bruscagin           |

| N. |                   | Ruolo | Calciatore         |
| -- | ----------------- | ----- | ------------------ |
| 16 | Italia (bandiera) | D     | Emanuele Padella   |
| 17 | Italia (bandiera) | A     | Simone Guerra      |
| 18 | Italia (bandiera) | A     | Alessandro Marotta |
| 19 | Italia (bandiera) | A     | Alberto Tronco     |
| 20 | Italia (bandiera) | C     | Simone Emmanuello  |
| 21 | Italia (bandiera) | D     | Andrea Bonetto     |
| 22 | Italia (bandiera) | P     | Matteo Grandi      |
| 23 | Italia (bandiera) | D     | Daniel Cappelletti |
| 24 | Italia (bandiera) | D     | Luca Barlocco      |
| 26 | Kosovo (bandiera) | A     | Ardit Gashi        |
| 27 | Italia (bandiera) | C     | Simone Pontisso    |
| 28 | Italia (bandiera) | A     | David Okoli        |
| 29 | Italia (bandiera) | A     | Andrea Saraniti    |
| 31 | Belgio (bandiera) | C     | Jari Vandeputte    |
| 30 | Italia (bandiera) | C     | Luca Rigoni        |

## Calciomercato

### Mercato estivo(dal 1º luglio al 2 settembre 2019)
| Acquisti         | Acquisti           | Acquisti     | Acquisti          |
| R.               | Nome               | da           | Modalità          |
| ---------------- | ------------------ | ------------ | ----------------- |
| P                | Mattia Piras       | Modena       | fine prestito     |
| D                | Matteo Bruscagin   | Venezia      | titolo gratuito   |
| D                | Matteo Liviero     | Fano         | titolo gratuito   |
| C                | Federico Scoppa    | Monopoli     | titolo definitivo |
| C                | Simone Emmanuello  | Pro Vercelli | prestito          |
| D                | Daniel Cappelletti | Padova       | titolo definitivo |
| A                | Alessandro Marotta | Catania      | titolo definitivo |
| D                | Emanuele Padella   | Ascoli       | titolo definitivo |
| D                | Luca Barlocco      | Juventus     | titolo definitivo |
| A                | Andrea Saraniti    | Lecce        | prestito          |
| C                | Jari Vandeputte    | Viterbese    | titolo definitivo |
| C                | Luca Rigoni        | Parma        | titolo definitivo |
| Altre operazioni |                    |              |                   |
| R.               | Nome               | da           | Modalità          |

| Cessioni         | Cessioni          | Cessioni | Cessioni          |
| R.               | Nome              | a        | Modalità          |
| ---------------- | ----------------- | -------- | ----------------- |
| P                | Mattia Piras      | Este     | titolo gratuito   |
| C                | Gianluca Laurenti | Modena   | titolo definitivo |
| C                | Nicolò Bianchi    | Reggina  | titolo definitivo |
| C                | Tommy Maistrello  |          | svincolato        |
| C                | Andrea Bovo       |          | svincolato        |
| C                | Elia Parolin      | Adriese  | prestito gratuito |
| D                | Andrea Mantovani  |          | svincolato        |
| C                | Stefano Salvi     |          | svincolato        |
| C                | Tommaso Bortot    |          | svincolato        |
| C                | Simone Salviato   |          | svincolato        |
| D                | Marco Martin      |          | svincolato        |
| D                | Filippo Stevanin  |          | svincolato        |
| Altre operazioni |                   |          |                   |
| R.               | Nome              | a        | Modalità          |

### Mercato invernale(dal 2 al 31 gennaio)
| Acquisti         | Acquisti      | Acquisti | Acquisti   |
| R.               | Nome          | da       | Modalità   |
| ---------------- | ------------- | -------- | ---------- |
| A                | Andrea Nalini | Crotone  | definitivo |
| Altre operazioni |               |          |            |
| R.               | Nome          | da       | Modalità   |

| Cessioni         | Cessioni          | Cessioni     | Cessioni      |
| R.               | Nome              | a            | Modalità      |
| ---------------- | ----------------- | ------------ | ------------- |
| C                | Alessio Curcio    | Catania      | definitivo    |
| D                | Andrea Bonetto    | Fermana      | definitivo    |
| C                | Simone Emmanuello | Pro Vercelli | fine prestito |
| Altre operazioni |                   |              |               |
| R.               | Nome              | a            | Modalità      |

### Operazioni esterne alle sessioni
| Acquisti | Acquisti | Acquisti |
| R.       | Nome     | Note     |
| -------- | -------- | -------- |

| Cessioni | Cessioni    | Cessioni  | Cessioni   |
| R.       | Nome        | Squadra   | Titolo     |
| -------- | ----------- | --------- | ---------- |
| A        | Ardit Gashi | Luparense | definitivo |

## Risultati

### Serie C

#### Girone di andata
| Modena 25 agosto 2019, ore 17:30 CEST 1ª giornata | Modena         | 0 – 0 referto | L.R. Vicenza | Stadio Alberto Braglia (7880 spett.)\| Arbitro: \| Carella (Bari) \| |
| Arbitro:                                          | Carella (Bari) |               |              |                                                                      |

| Arbitro: | G. Miele (Nola) |

|                                            |           |               |
| Giacomelli 41’ (rig.) Arma 52’ Marotta 73’ | Marcatori | 45+2’ Mantini |

| Arbitro: | Feliciani (Teramo) |

|             |           |             |
| Maurizi 50’ | Marcatori | 73’ Marotta |

| Arbitro: | Acanfora (Castellammare di Stabia) |

|                             |           |  |
| Pontisso 79’ Saraniti 90+5’ | Marcatori |  |

| Arbitro: | Perenzoni (Rovereto) |

|  |           |                                            |
|  | Marcatori | 19’ Guerra 34’ (rig.) Giacomelli 84’ Zonta |

| Vicenza 25 settembre 2019, ore 18:30 CEST 6ª giornata | L.R. Vicenza     | 0 – 0 referto | Vis Pesaro | Stadio Romeo Menti (8.377 spett.)\| Arbitro: \| Gualtieri (Asti) \| |
| Arbitro:                                              | Gualtieri (Asti) |               |            |                                                                     |

| Arbitro: | Bitonti (Bologna) |

|              |           |                       |
| Magrassi 30’ | Marcatori | 26’ Zonta 62’ Marotta |

| Arbitro: | Santoro (Messina) |

|                                      |           |                  |
| Vandeputte 29’ Giacomelli 60’ (rig.) | Marcatori | 21’ (rig.) Sarao |

| Arbitro: | D'Ascanio (Ancona) |

|                                 |           |                    |
| Pergreffi 74’ Della Latta 90+2’ | Marcatori | 15’ (rig.) Marotta |

| Arbitro: | Gariglio (Pinerolo) |

|               |           |  |
| Bruscagin 40’ | Marcatori |  |

| Arbitro: | Carella (Bari) |

|  |           |             |
|  | Marcatori | 21’ Cinelli |

| Arbitro: | Tremolada (Monza) |

|  |           |                                         |
|  | Marcatori | 24’ Cappelletti 51’ Guerra 54’ Pontisso |

| Arbitro: | Paterna (Teramo) |

|  |           |             |
|  | Marcatori | 72’ Ronaldo |

| Arbitro: | Marcenaro (Genova) |

|  |           |                                 |
|  | Marcatori | 46’ Cinelli 65’ Arma 77’ Guerra |

| Arbitro: | Meraviglia (Pistoia) |

|                 |           |  |
| Cappelletti 71’ | Marcatori |  |

| Arbitro: | Garofalo (Torre del Greco) |

|                          |           |         |
| Saraniti 60’ Marotta 77’ | Marcatori | 8’ Said |

| Arbitro: | Marchetti (Ostia Lido) |

|  |           |              |
|  | Marcatori | 68’ Pontisso |

| Arbitro: | Feliciani (Teramo) |

|                                 |           |             |
| Vandeputte 20’ Marotta 43’, 83’ | Marcatori | 8’ Guidetti |

| Arbitro: | Di Cairano (Ariano Irpino) |

|  |           |                                                   |
|  | Marcatori | 30’ (aut.) Della Giovanna 32’ Arma 64’ Giacomelli |

#### Girone di ritorno
| Arbitro: | Zufferli (Udine) |

|                 |           |  |
| Cappelletti 11’ | Marcatori |  |

| Fermo 12 gennaio 2020, ore 17.30 CET 21ª giornata | Fermana                    | 0 – 0 referto | L.R. Vicenza | Stadio Bruno Recchioni (1.650 spett.)\| Arbitro: \| Cascone (Nocera Inferiore) \| |
| Arbitro:                                          | Cascone (Nocera Inferiore) |               |              |                                                                                   |

| Arbitro: | Meraviglia (Pistoia) |

|             |           |  |
| Cinelli 73’ | Marcatori |  |

| Arbitro: | Vigile (Cosenza) |

|             |           |                              |
| Letizia 83’ | Marcatori | 16’, 41’ Guerra 32’ Barlocco |

| Vicenza 2 febbraio 2020, ore 17.30 CET 24ª giornata | L.R. Vicenza    | 0 – 0 referto | Gubbio | Stadio Romeo Menti (8.618 spett.)\| Arbitro: \| Fontani (Siena) \| |
| Arbitro:                                            | Fontani (Siena) |               |        |                                                                    |

| Arbitro: | Colombo (Como) |

|          |           |          |
| Lelj 30’ | Marcatori | 15’ Arma |

| Vicenza 16 febbraio 2020, ore 17.30 CET 26ª giornata | L.R. Vicenza        | 0 – 0 referto | Virtus Verona | Stadio Romeo Menti (8.922 spett.)\| Arbitro: \| Maranesi (Ciampino) \| |
| Arbitro:                                             | Maranesi (Ciampino) |               |               |                                                                        |

| Arbitro: | De Santis (Lecce) |

|                  |           |                                     |
| Butić 75’ (rig.) | Marcatori | 38’ Guerra 64’ Saraniti 70’ Cinelli |

| Vicenza 2020, ore CET 28ª giornata | L.R. Vicenza | – n.d. | Piacenza | Stadio Romeo Menti |

| Reggio Emilia 2020, ore CET 29ª giornata | Reggio Audace | – n.d. | L.R. Vicenza | Mapei Stadium - Città del Tricolore |

| Vicenza 2020, ore CEST 30ª giornata | L.R. Vicenza | – n.d. | Arzignano Valchiampo | Stadio Romeo Menti |

| Vicenza 2020, ore CEST 31ª giornata | L.R. Vicenza | – n.d. | Sambenedettese | Stadio Romeo Menti |

| Padova 2020, ore CEST 32ª giornata | Padova | – n.d. | L.R. Vicenza | Stadio Euganeo |

| Vicenza 2020, ore CEST 33ª giornata | L.R. Vicenza | – n.d. | Triestina | Stadio Romeo Menti |

| Ravenna 2020, ore CEST 34ª giornata | Ravenna | – n.d. | L.R. Vicenza | Stadio Bruno Benelli |

| Fano 2020, ore CEST 35ª giornata | Fano | – n.d. | L.R. Vicenza | Stadio Raffaele Mancini |

| Vicenza 2020, ore CEST 36ª giornata | L.R. Vicenza | – n.d. | Südtirol | Stadio Romeo Menti |

| Salò 2020, ore CEST 37ª giornata | Feralpisalò | – n.d. | L.R. Vicenza | Stadio Lino Turina |

| Vicenza 2020, ore CEST 38ª giornata | L.R. Vicenza | – n.d. | Imolese | Stadio Romeo Menti |

### Coppa Italia
| Arbitro: | Pashuku (Albano Laziale) |

|                                     |           |                                  |
| Sounas 35’, 54’ (5ig) Reginaldo 72’ | Marcatori | 7’ Marotta 76’ (rig.) Giacomelli |

### Coppa Italia Serie C

#### Fase ad eliminazione diretta
| Arbitro: | Colombo (Como) |

|             |           |                                                   |
| Germano 46’ | Marcatori | 16’ Arma 32’ D. Bianchi 41’ Liviero 59’ Zarpellon |

| Arbitro: | Di Graci (Como) |

|                                 |           |              |
| Arma 81’ Tronco 92’ Guerra 111’ | Marcatori | 73’ G. Gomez |

| Arbitro: | Bitonti (Bologna) |

|  |           |              |
|  | Marcatori | 63’ Maiorino |

## Statistiche

### Statistiche di squadra
Le statistiche sono aggiornate al 23 febbraio 2020
| Competizione         | Punti            | In casa | In casa | In casa | In casa | In casa | In casa | In trasferta | In trasferta | In trasferta | In trasferta | In trasferta | In trasferta | Totale | Totale | Totale | Totale | Totale | Totale | D.R. |
| Competizione         | Punti            | G       | V       | N       | P       | Gf      | Gs      | G            | V            | N            | P            | Gf           | Gs           | G      | V      | N      | P      | Gf     | Gs     | D.R. |
| -------------------- | ---------------- | ------- | ------- | ------- | ------- | ------- | ------- | ------------ | ------------ | ------------ | ------------ | ------------ | ------------ | ------ | ------ | ------ | ------ | ------ | ------ | ---- |
| Serie C              | 61 85,918 PF     | 13      | 9       | 3       | 1       | 16      | 5       | 14           | 9            | 4            | 1            | 25           | 7            | 27     | 18     | 7      | 2      | 41     | 12     | +29  |
| Coppa Italia         | Primo turno      | 0       | 0       | 0       | 0       | 0       | 0       | 1            | 0            | 0            | 1            | 2            | 3            | 1      | 0      | 0      | 1      | 2      | 3      | -1   |
| Coppa Italia Serie C | Quarti di finale | 2       | 1       | 0       | 1       | 3       | 2       | 1            | 1            | 0            | 0            | 4            | 1            | 3      | 2      | 0      | 1      | 7      | 3      | +4   |
| Totale               |                  | 15      | 10      | 3       | 2       | 19      | 7       | 16           | 10           | 4            | 2            | 31           | 11           | 31     | 20     | 7      | 4      | 49     | 18     | +31  |

### Andamento in campionato
| Giornata  | 1 | 2 | 3 | 4 | 5 | 6 | 7 | 8 | 9 | 10 | 11 | 12 | 13 | 14 | 15 | 16 | 17 | 18 | 19 | 20 | 21 | 22 | 23 | 24 | 25 | 26 | 27 | 28   | 29   | 30   | 31   | 32   | 33   | 34   | 35   | 36   | 37   | 38   |
| --------- | - | - | - | - | - | - | - | - | - | -- | -- | -- | -- | -- | -- | -- | -- | -- | -- | -- | -- | -- | -- | -- | -- | -- | -- | ---- | ---- | ---- | ---- | ---- | ---- | ---- | ---- | ---- | ---- | ---- |
| Luogo     | T | C | T | C | T | C | T | C | T | C  | T  | T  | C  | T  | C  | C  | T  | C  | T  | C  | T  | C  | T  | C  | T  | C  | T  | C    | T    | C    | C    | T    | C    | T    | T    | C    | T    | C    |
| Risultato | N | V | N | V | V | N | V | V | P | V  | V  | V  | P  | V  | V  | V  | V  | V  | V  | N  | V  | V  | V  | N  | N  | N  | V  | n.d. | n.d. | n.d. | n.d. | n.d. | n.d. | n.d. | n.d. | n.d. | n.d. | n.d. |
| Posizione | 9 | 4 | 6 | 4 | 3 | 3 | 3 | 2 | 4 | 2  | 2  | 1  | 2  | 1  | 1  | 1  | 1  | 1  | 1  | 1  | 1  | 1  | 1  | 1  | 1  | 1  | 1  |      |      |      |      |      |      |      |      |      |      |      |

Fonte:  Serie C - Girone B, su calcio.com.
Legenda:

Luogo: C = Casa; T = Trasferta. Risultato: V = Vittoria; N = Pareggio; P = Sconfitta.

### Statistiche dei giocatori
Sono in corsivo i giocatori che hanno lasciato la squadra a competizioni in corso.
| Giocatore      | Serie C – Girone B | Serie C – Girone B | Serie C – Girone B | Serie C – Girone B | Coppa Italia Serie C | Coppa Italia Serie C | Coppa Italia Serie C | Coppa Italia Serie C | Coppa Italia | Coppa Italia | Coppa Italia | Coppa Italia | Totale   | Totale | Totale      | Totale     |
| Giocatore      | Presenze           | Reti               | Ammonizioni        | Espulsioni         | Presenze             | Reti                 | Ammonizioni          | Espulsioni           | Presenze     | Reti         | Ammonizioni  | Espulsioni   | Presenze | Reti   | Ammonizioni | Espulsioni |
| -------------- | ------------------ | ------------------ | ------------------ | ------------------ | -------------------- | -------------------- | -------------------- | -------------------- | ------------ | ------------ | ------------ | ------------ | -------- | ------ | ----------- | ---------- |
| M. Grandi      | 26                 | -12                | 1                  | -                  | -                    | -                    | -                    | -                    | 1            | -3           | -            | -            | 27       | -15    | 1           | -          |
| M. Albertazzi  | 1                  | 0                  | -                  | -                  | 3                    | -3                   | -                    | -                    | -            | -            | -            | -            | 4        | -3     | -           | -          |
| S. Pizzignacco | -                  | -                  | -                  | -                  | -                    | -                    | -                    | -                    | -            | -            | -            | -            | -        | -      | -           | -          |
| R. Arma        | 23                 | 4                  | 1                  | -                  | 3                    | 2                    | -                    | -                    | 1            | -            | -            | -            | 27       | 6      | 1           | -          |
| L. Barlocco    | 20                 | 1                  | 2                  | -                  | -                    | -                    | -                    | -                    | 1            | -            | -            | -            | 21       | 1      | 2           | -          |
| D. Bianchi     | 2                  | -                  | -                  | -                  | 3                    | 1                    | 1                    | -                    | -            | -            | -            | -            | 5        | 1      | 1           | -          |
| N. Bizzotto    | 8                  | -                  | 1                  | -                  | 3                    | -                    | -                    | -                    | 1            | -            | -            | -            | 12       | -      | 1           | -          |
| A. Bonetto     | -                  | -                  | -                  | -                  | 1                    | -                    | -                    | -                    | -            | -            | -            | -            | 1        | -      | -           | -          |
| M. Bruscagin   | 25                 | 1                  | 5                  | -                  | -                    | -                    | -                    | -                    | -            | -            | -            | -            | 25       | 1      | 5           | -          |
| D. Cappelletti | 25                 | 3                  | 5                  | -                  | -                    | -                    | -                    | -                    | 1            | -            | 1            | -            | 26       | 3      | 6           | -          |
| A. Cinelli     | 24                 | 4                  | 9                  | -                  | -                    | -                    | -                    | -                    | 1            | -            | -            | -            | 25       | 4      | 9           | -          |
| S. Emmanuello  | 7                  | -                  | 1                  | -                  | 3                    | -                    | 1                    | -                    | 1            | -            | -            | -            | 11       | -      | 2           | -          |
| S. Giacomelli  | 21                 | 4                  | 7                  | -                  | 2                    | -                    | -                    | -                    | 1            | 1            | -            | -            | 24       | 5      | 7           | -          |
| S. Guerra      | 25                 | 6                  | 2                  | -                  | 2                    | 1                    | -                    | -                    | 1            | -            | -            | -            | 28       | 7      | 2           | -          |
| M. Liviero     | 11                 | -                  | 2                  | -                  | 3                    | 1                    | -                    | -                    | -            | -            | -            | -            | 14       | 1      | 2           | -          |
| A. Marotta     | 25                 | 7                  | 6                  | -                  | 1                    | -                    | -                    | -                    | 1            | 1            | 1            | -            | 27       | 8      | 7           | -          |
| A. Nalini      | 4                  | -                  | 1                  | -                  | -                    | -                    | -                    | -                    | -            | -            | -            | -            | 4        | -      | 1           | -          |
| E. Padella     | 24                 | -                  | 6                  | -                  | -                    | -                    | -                    | -                    | 1            | -            | -            | -            | 25       | -      | 6           | -          |
| N. Pasini      | 6                  | -                  | -                  | -                  | 3                    | -                    | 1                    | -                    | -            | -            | -            | -            | 9        | -      | 1           | -          |
| S. Pontisso    | 21                 | 3                  | 3                  | -                  | 1                    | -                    | -                    | -                    | 1            | -            | -            | -            | 23       | 3      | 3           | -          |
| L. Rigoni      | 19                 | -                  | 5                  | -                  | -                    | -                    | -                    | -                    | -            | -            | -            | -            | 19       | -      | 5           | -          |
| A. Saraniti    | 22                 | 3                  | 3                  | -                  | 3                    | -                    | -                    | -                    | -            | -            | -            | -            | 25       | 3      | 3           | -          |
| F. Scoppa      | 13                 | -                  | 2                  | -                  | 2                    | -                    | -                    | -                    | 1            | -            | -            | -            | 16       | -      | 2           | -          |
| A. Tronco      | 8                  | -                  | -                  | -                  | 3                    | 1                    | 1                    | -                    | -            | -            | -            | -            | 11       | 1      | 1           | -          |
| J. Vandeputte  | 25                 | 2                  | 1                  | -                  | 2                    | -                    | -                    | -                    | -            | -            | -            | -            | 27       | 2      | 1           | -          |
| L. Zarpellon   | 19                 | -                  | 1                  | -                  | 3                    | 1                    | 1                    | -                    | -            | -            | -            | -            | 22       | 1      | 2           | -          |
| L. Zonta       | 23                 | 2                  | -                  | -                  | 3                    | -                    | -                    | -                    | 1            | -            | -            | -            | 27       | 2      | -           | -          |

Aggiornato a: Cesena-Vicenza

## Giovanili

### Organigramma gestionale generale
Come riporta il sito ufficiale:
Responsabili
- Settore giovanile: Michele Nicolin
- Attività di base area Vicenza: Davide De Pretto
- Attività di base area Bassano: Claudio Conte
- Scuola calcio: Luigi Zanetti
- Osservatori: Dan Vesterby Thomassen

### Piazzamenti
- Berretti:
  - Allenatore: Guido Belardinelli
  - Vice-allenatore: Antonio Rondon
  - Campionato:
- Under 17:
  - Allenatore: Lorenzo Simeoni
  - Campionato:
- Under 15:
  - Allenatore: Gabriele Stevanin
  - Campionato:
- Giovanissimi Regionali Fascia B:
  - Allenatore:
  - Campionato: